# Suzanne de Goede
Suzanne de Goede (* 16. April 1984 in Zoeterwoude) ist eine ehemalige niederländische Radsportlerin.

## Sportliche Laufbahn
Suzanne de Goede zählte ab Anfang der 2000er Jahre zu den stärksten niederländischen Straßenfahrerinnen; sie bestritt auch Mountainbike-Rennen und startete als Juniorin auf der Bahn. 2002 wurde sie in Zolder Junioren-Weltmeisterin im Straßenrennen. 2000 und 2002 wurde sie niederländische Meisterin auf der Straße in ihrer jeweiligen Altersklasse; 2003 errang sie den Titel bei der Frauen-Elite und 2005 im Einzelzeitfahren. 2005 gewann sie die Ronde van Drenthe, 2008 den Sparkassen Giro Bochum sowie 2006 und 2009 den Omloop Het Volk.
2008/2009 fuhr de Goede für das deutsche Team Nürnberger, 2010 und 2011 war sie bei Nederland Bloeit unter Vertrag. Mit dem Beginn der Saison 2012 wechselte sie zum Team Skil 1t4i, wo sie ihre internationale Karriere beendete.

## Erfolge

### Straße
2002
- Junioren-Weltmeisterin – Straßenrennen
- Niederländische Junioren-Meisterin – Straßenrennen

2003
- Niederländische Meisterin – Straßenrennen

2005
- Gesamtwertung und zwei Etappen Ronde van Drenthe
- Nachwuchswertung Holland Ladies Tour
- New Zealand World Cup
- Ronde van Gelderland
- Niederländische Meisterin – Einzelzeitfahren

2006
- Omloop Het Volk

2007
- Omloop door Middag-Humsterland

2008
- eine Etappe Le Tour du Grand Montreal
- eine Etappe Women’s Tour of New Zealand
- Sparkassen Giro Bochum

2009
- Omloop Het Nieuwsblad

2012
- Ronde van Gelderland

### Bahn
- Junioren-Europameisterschaft – Einerverfolgung

## Teams
- 2003 Farm-Frites
- 2005 Van Bemmelen-AA Drink
- 2006 AA Cycling Team
- 2007 Team T-Mobile Women
- 2008 Team Nürnberger
- 2009 Team Nürnberger
- 2010 Nederland Bloeit
- 2011 Skil-Koga
- 2011 Skil-Argos